# August Wittich

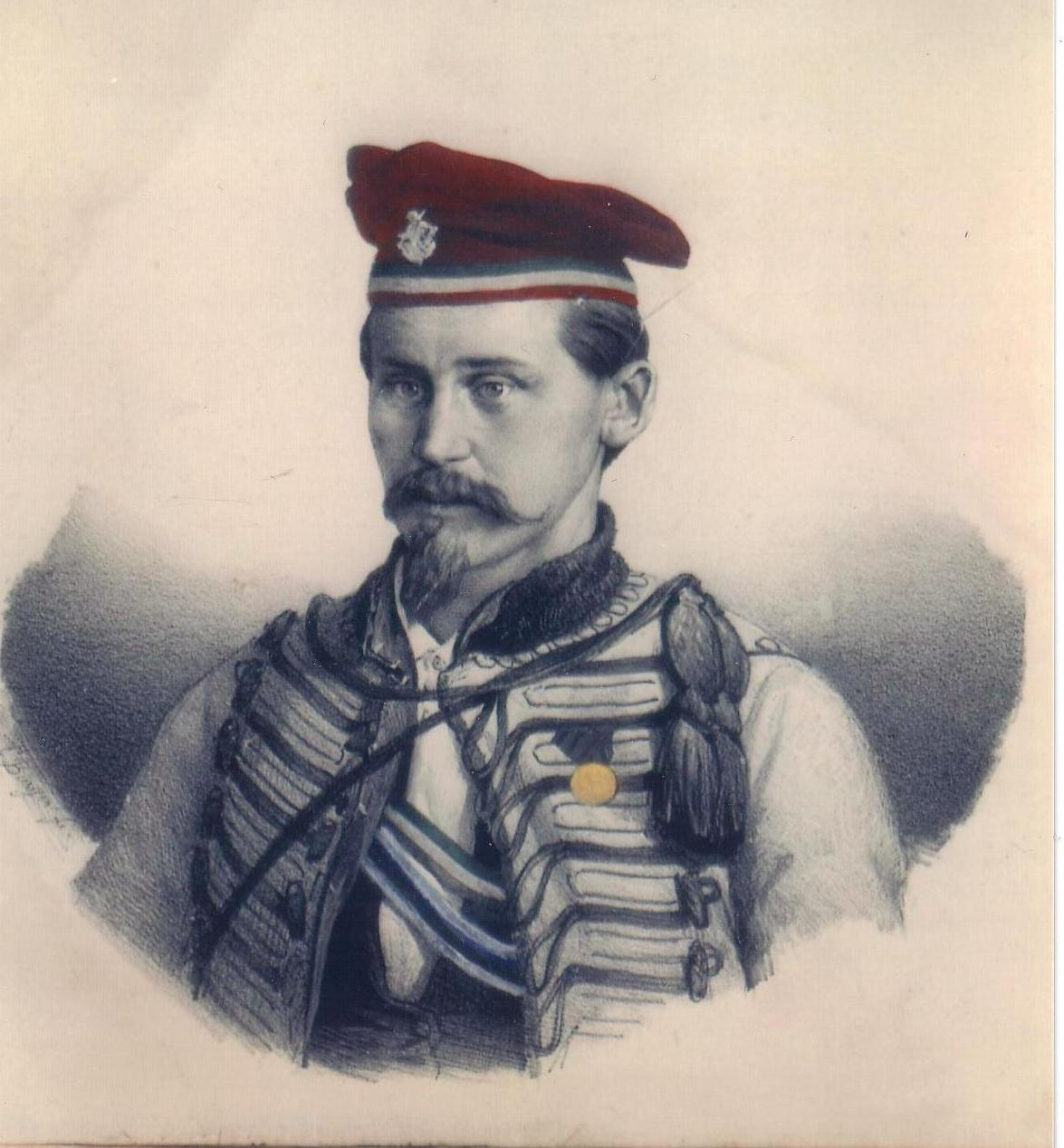
August Wittich (1854)

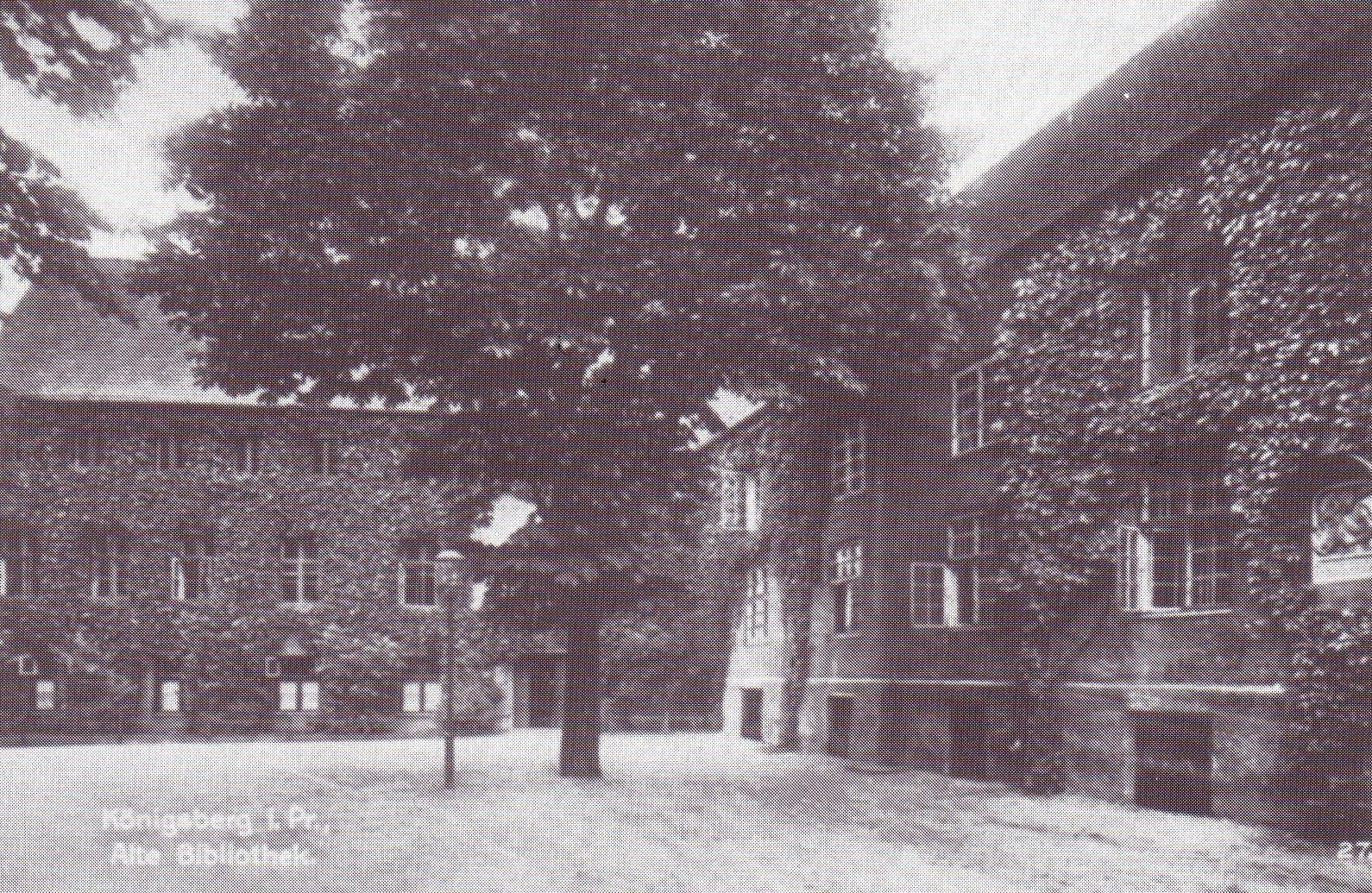
Neues Collegium Albertinum mit Bibliothek und Archiv

August Wittich (* 7. August 1826 in Königsberg (Preußen); † 25. März  1897 ebenda) war ein Archivar und Bibliothekar in Königsberg i. Pr.

## Leben
Wittich besuchte das Kneiphöfsche Gymnasium und studierte Theologie an der Albertus-Universität Königsberg. Ohne ein Examen zu machen, wurde er für eine Weile Hauslehrer. Schließlich fand er 1875 eine feste Anstellung als Leiter der Stadtbibliothek Königsberg und des Stadtarchivs Königsberg, wo er bis zu seinem Tod blieb.
Als 1880 die verfallene Stoa Kantiana abgerissen und Kants Gebeine ausgegraben wurden, beteiligte sich Wittich an den Arbeiten. 1892 entdeckte er den alten Karzer im Albertinum.
Im Wintersemester 1848/49 wurde er Mitglied der Silber-Litthuania.
Mit Otto von Oehlschläger gründete er am 11. Mai 1851 das Corps Baltia. Er war ein ausgezeichneter Senior und jahrzehntelang der Spiritus rector des Corps, das er zeitlebens aus dem Schatten des Corps Masovia herausbringen wollte. Als er von Silber-Litthuania im Wintersemester 1852/53 gebraucht wurde, machte Baltia ihn zum (dritten) Ehrencorpsburschen. Er ging im Corpsstudententum auf, für das er seine berufliche Ausbildung vernachlässigte. In aller Entschiedenheit kämpfte er für die Erhaltung der ostpreußischen Eigenheiten in den Königsberger Corps. Durch die Reichsgründung damit auf verlorenem Posten, legte er 1873 das Baltenband nieder. Aus freiem Entschluss legte er es beim 40. Stiftungsfest (1891) wieder an. Als „August“ (wie er entgegen corpsstudentischem Brauch mit dem Vornamen genannt wurde) mit 72 Jahren gestorben war, nahm trotz der Semesterferien jeder erreichbare Balte an der letzten Ehrung des Verstorbenen teil. Nach dem Begräbnis versammelten sich die Corpsbrüder in seinem Sinne auf der Corpskneipe und sangen ihm zum Gedächtnis Vom hoh’n Olymp herab, während der Trauersalamander den offiziellen Teil abschloss.

„Wie er seinerzeit seine beiden Corps im SC vertrat, so arbeitete er jetzt für seine Heimatstadt, deren Überlieferung er zu wahren hatte, während gleichzeitig die Schätze der Vergangenheit ans Licht der Gegenwart zu fördern waren, daß sie der Forschung dienen konnten. Es war nicht seine Aufgabe, in die politische Entwicklung einzugreifen und die Geschicke seiner Mitbürger zu lenken, wie er seinerzeit sein Amt als Senior verstanden hatte. Sein Beruf füllte ihn jedoch aus, da er, wie die Wahl seines Studiums zeigte, in erster Linie Erzieher zu sein und nicht Führer als seine Lebensaufgabe betrachtete. Trotz der unruhigen Jugendjahre neigte er zur Besinnlichkeit. Er war aber schwer zu behandeln, wenn es nach seiner Sicht um Grundsatzfragen ging.“